# Kazuya Maeda (fodboldspiller, født 1984)
 For alternative betydninger, se Kazuya Maeda. (Se også artikler, som begynder med Kazuya Maeda)
Kazuya Maeda (født 8. januar 1984) er en tidligere japansk fodboldspiller.
Han har spillet for flere forskellige klubber i sin karriere, herunder FC Tokyo og Montedio Yamagata.